# 巴爾克鄉 (比霍爾縣)
47°17′00″N 22°32′00″E / 47.2833°N 22.5333°E
巴爾克鄉（羅馬尼亞語：Comuna Balc, Bihor），是羅馬尼亞的鄉份，位於該國西北部，由比霍爾縣負責管轄，面積79平方公里，海拔高度142米，2007年人口3,571，人口密度每平方公里45人。